# Appletree Worth Beck
Der Appletree Worth Beck ist ein Fluss im Lake District, Cumbria, England. Der Appletree Worth Beck entsteht im Süd-Osten des White Pike und fließt in südwestlicher Richtung bis zu seiner Mündung in den River Lickle.